# Dorfkirche Brattendorf

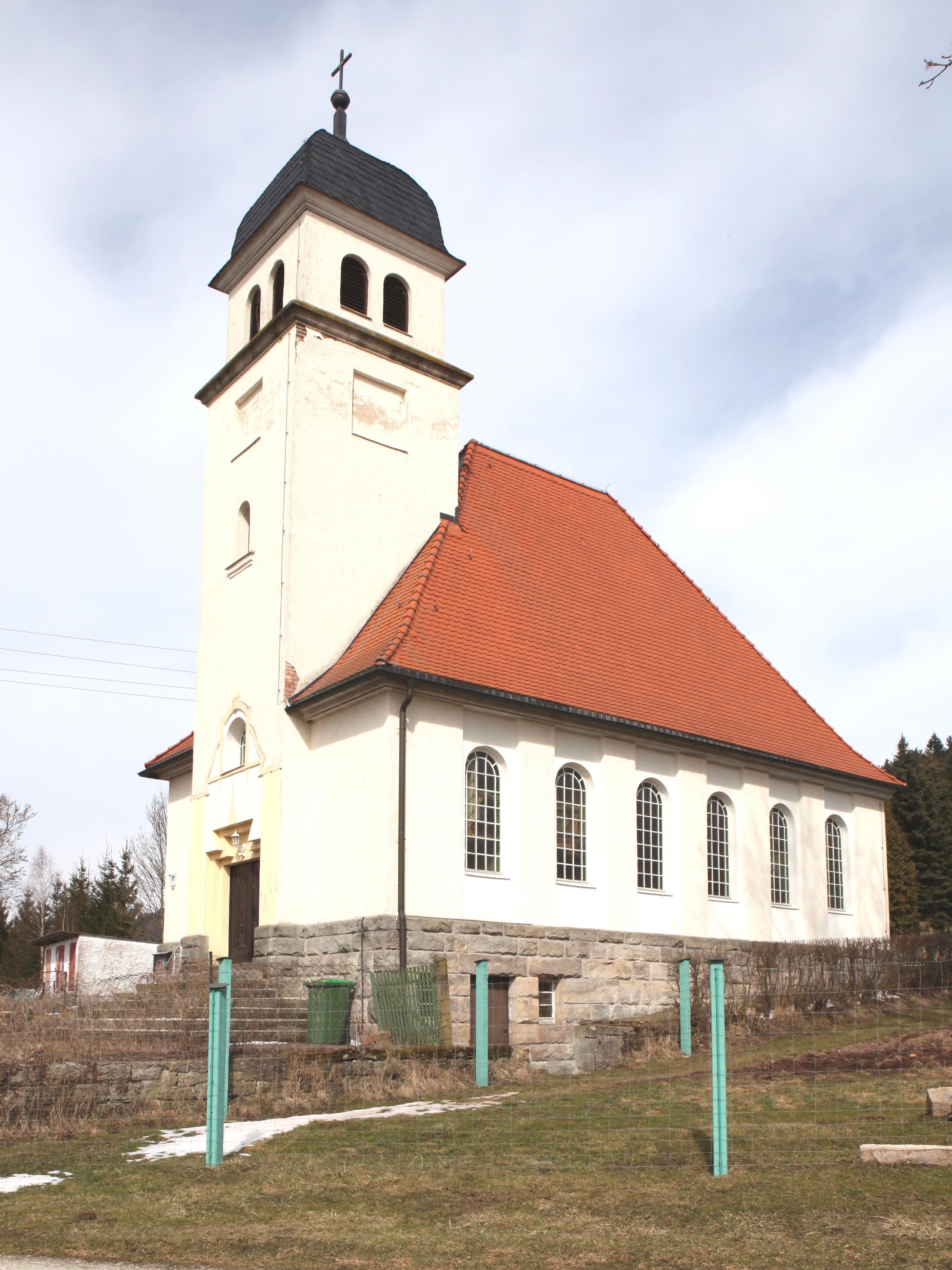
Die Kirche

Die denkmalgeschützte evangelisch-lutherische Dorfkirche Brattendorf steht im Ortsteil Brattendorf der Gemeinde Auengrund im Landkreis Hildburghausen in Thüringen.

## Geschichte
Da in Brattendorf keine Kirche vorhanden war, begann im Jahr 1926 die weltliche Gemeinde mit dem Bau einer Kapelle in der Nähe des ebenfalls neu entstandenen Friedhofs. Dieser Bau wurde großzügig gestaltet und nach und nach entwickelte sich aus dem Bauwerk eine stattliche Kirche. Sie wurde am 10. Juli 1928 eingeweiht und später der Kirchengemeinde zur kostenlosen Nutzung übergeben.

## Architektur und Ausstattung
Die Kirche ist ein neuromanischer Bau mit großem Walmdach. Der Innenraum ist ebenfalls in diesen Baustil gehalten. Emporen und Bänke bieten den Gläubigen und Gästen ausreichend Sitzgelegenheit. Der Altar und der hölzerne Taufstein sind mit dem Bau der Kirche geschaffen worden. Weiß und helle Grautöne gestalten den Raum.
Die Orgel wurde im Jahre 1974 von der Orgelbauwerkstatt Rudolf Böhm aus Gotha aufgestellt. Sie hat fünf Register und auf einem Manual.